# Comté de Garfield (Montana)
Pour les articles homonymes, voir Comté de Garfield.
Le comté de Garfield est un des 56 comtés de l’État du Montana, aux États-Unis. En 2010, la population était de 1 206 habitants. Son siège est Jordan. Le comté a été fondé en 1919.

## Géolocalisation
| Comté de Phillips  | Comté de Valley   |                                  |
| Comté de Petroleum | Comté de Garfield | Comté de McCone Comté de Prairie |
|                    | Comté de Rosebud  | Comté de Custer                  |

## Principale ville
- Jordan